# کنوانسیون آلودگی هوای فرامرزی دوربرد

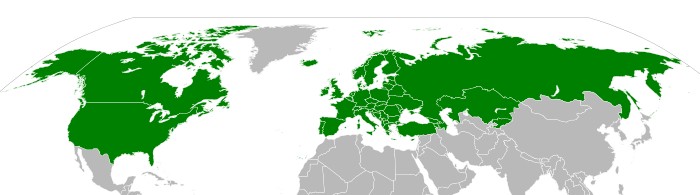
نقشه نشان‌دهنده امضاکنندگان کنوانسیون آلودگی هوای فرامرزی دوربرد (سبز) و تصویب‌ها (سبز تیره) از ژوئیه ۲۰۰۷

کنوانسیون آلودگی هوای فرامرزی دوربرد (به انگلیسی: Convention on Long-Range Transboundary Air Pollution) که اغلب به اختصار «کنوانسیون هوا» یا «CLRTAP» نامیده می‌شود، برای حفاظت از محیط زیست انسانی در برابر آلودگی هوا و کاهش تدریجی و جلوگیری از آلودگی هوا، از جمله آلودگی هوای فرامرزی دوربرد، در نظر گرفته شده‌است. این کنوانسیون توسط برنامه پایش و ارزیابی اروپا (EMEP) که توسط کمیسیون اقتصادی سازمان ملل متحد برای اروپا (UNECE) اداره می‌شود، اجرا می‌شود.
این کنوانسیون در ۱۳ نوامبر ۱۹۷۹ برای امضا باز شد و در ۱۶ مارس ۱۹۸۳ لازم‌الاجرا شد.

## دبیرخانه
این کنوانسیون دارای ۵۱ عضو است و دبیر خانه آن دبیر اجرایی کمیسیون اقتصادی سازمان ملل متحد برای اروپا (UNECE) می‌باشد. طرف‌های فعلی کنوانسیون روی نقشه نشان داده شده‌اند. این کنوانسیون توسط برنامه نظارت و ارزیابی اروپا (EMEP) (مخفف برنامه همکاری برای نظارت و ارزیابی انتقال دوربرد آلاینده‌های هوا در اروپا) به اجرا در‌می‌آید.